# Municipio de Calotmul
Calotmul es uno de los 106 municipios que constituyen el estado mexicano de Yucatán. Se encuentra localizado al este del estado y aproximadamente a 150 kilómetros al este de la ciudad de Mérida. Cuenta con una extensión territorial de 361.50 km². Según el II Conteo de Población y Vivienda de 2005, el municipio tiene 3,839 habitantes, de los cuales 1,957 son hombres y 1,882 son mujeres.

## Toponimia
Su nombre en lengua maya se entiende como "lugar de dos pares de cerros" o "nuestros dos pares de montañas o colinas", proviniendo de los vocablos ka'a, dos; loot, clasificador para pares o parejas; múul, cerro.

## Historia
El municipio y particularmente la población de Calotmul perteneció al cacicazgo de los xiues según el mapeo de Ralph L. Roys, aunque otros estudiosos se lo asignan por razones geográficas a la provincia de los cupules. Debió haber sido un centro poblacional muy poderoso ya que los conquistadores españoles lo consideraron una jurisdicción independiente e inclusive le asignaron el nombre de provincia.

## Ubicación
Calotmul se localiza al este del estado entre las coordenadas geográficas 20° 58’ y 21° 05' de latitud norte, y 88° 02’ y 88° 17’ de longitud oeste; a una altitud promedio de 15 metros sobre el nivel del mar.
El municipio colinda al norte con el municipio de Tizimín; al sur con Temozón; al oriente con Tizimín y al poniente con Espita.

## Orografía e hidrografía

Mapa topográfico del municipio.

En general el municipio posee una orografía plana; sus suelos se componen de rocas escarpadas, su uso es ganadero, forestal y agrícola. El municipio pertenece a la región hidrológica Yucatán Norte. Sus recursos hidrológicos son proporcionados principalmente por corrientes subterráneas; las cuales son muy comunes en el estado. En el municipio hay aproximadamente 34 cenotes, de los cuales los más importantes son: Chakah, Chacal Has, Bal-Che, Baal-Kax, y Actun-Dzonot.

## Clima
La región está clasificada como cálida subhúmeda con lluvias en verano, durante estas se presentan las llamadas sequías de verano. Tiene una temperatura medial anual de 26.3 °C y una precipitación pluvial de 1,200 milímteros. Los vientos dominantes provienen en dirección  sureste-noroeste. Humedad relativa promedio anual: marzo 66%- diciembre 89%.

## Principales ecosistemas
- La flora está clasificada como selva baja caducifolia cuyas especies arbóreas pueden alcanzar más de 15 metros de altura, las más comunes de la región son: el ramón, chico zapote, tempisque, caoba, pucte.

- Respecto a la fauna las especies predominantes son pequeños mamíferos como: las ardillas, los tejones y las tuzas, así como las diversas variedades de reptiles y aves.

## Sitios de interés
- Templo de la Inmaculada Concepción, data del siglo XVII.

## Fiestas populares
Del 1º al 8 de diciembre se realiza la feria anual en honor a la Inmaculada Concepción. Para las festividades de todos los Santos y fieles difuntos se acostumbra colocar un altar en el lugar principal de la casa; donde se ofrece a los difuntos la comida que más les gustaba y el tradicional Mukbil pollo, acompañado de atole de maíz nuevo, y chocolate batido con agua. En las fiestas regionales los habitantes bailan las jaranas, haciendo competencias entre los participantes.

## Traje típico
Por costumbre las mujeres usan sencillo hipil, con bordados que resaltan el corte cuadrado del cuello y el borde del vestido, se coloca sobre Fustán que es un medio fondo rizado sujeto a la cintura con pretina de la misma tela; calzan sandalias, y para protegerse del sol se cubren con un rebozo. Los campesinos sobre todo los ancianos visten pantalón holgado de manta cruda, camiseta abotonada al frente, mandil de cotí y sombrero de paja.
Para las vaquerías y fiestas principales las mujeres se engalanan con el Terno, confeccionado con finas telas, encajes y bordados hechos generalmente a mano en punto de cruz. Este se complementa largas cadenas de oro, aretes, rosario de coral o filigrana y reboso de Santa María.
Los hombres visten pantalón blanco de corte recto filipina de fina tela, (los ricos llevan en esta prenda botonadura de oro), alpargatas y sombreros de jipijapa, sin faltar el tradicional pañuelo rojo, llamado popularmente paliacate, indispensable al bailar alguna jaranas.

## Artesanías
Las principales son: talabartería, huipiles y blusas de algodón bordadas a máquina, hamacas de cáñamo.

## Gastronomía
Los alimentos se preparan con masa de maíz carne de puerco, pollo y venado acompañados con salsas picantes a base de chiles habanero y max. Los principales son: Fríjol con puerco, Chaya con huevo, Puchero de gallina, Queso relleno, Salbutes, Panuchos, Pipian de Venado, Papadzules, Longaniza, Cochinita Pibil, Joroches, Muk bil pollo, Pimes y Tamales.
Los dulces que se consumen son: Yuca con miel, Calabaza melada, Camote con coco, Cocoyol en almíbar, Mazapán de pepita de calabaza, Melcocha, Arepas, Tejocotes en almíbar y Dulce de ciricote.
Las bebidas son el xtabentún, balché, bebida de anís, pozol con coco, horchata, atole de maíz nuevo y refrescos de frutas de la región.

## Educación
- Primaria Escuela Andrés Quintana Roo turno matutino y vespertino
- Secundaria Técnica número 43
- Medio superior: Colegio de Bachilleres del Estado de Yucatán

## Gobierno
Su forma de gobierno es democrática y depende del gobierno estatal y federal; se realizan elecciones cada 3 años, en donde se elige al presidente municipal y su gabinete.
El municipio cuenta con 11 localidades, las cuales dependen directamente de la cabecera del municipio, las más importantes son:  Calotmul (cabecera municipal), Pocoboch, Tahcabo, Tres Estrellas, Tzalam, Yokdzonot Meneses, La Ponderosa, San José, Santa Michelle y Chan Santa Cruz.
Reglamentación Municipal

## Comunicaciones
En el municipio de Calotmul Yucatán opera el servicio de telecable
Telefonía
El municipio cuenta con los servicios de telefonía:
- Telcel 3G desde el año 2009
- Movistar
- Unefón a partir de agosto de 2012
- Telecom  desde 2020

## Cronología reciente de presidentes municipales
- C.2012-2014
- C.Raúl Vega C. 1943-1945
- C.Manuel Ivan Delgado 1945-1946
- C.Antonio Jiménez Mayen 1950-1952
- C.Raúl Vega C 1953-1955
- C.Marcelino Loría Arceo 1956-1958
- C.Antonio Contreras Delgado 1959-1961
- C.Mario A. Berlín 1962-1964
- C.José Isaías Contreras 1965-1967
- C.Maximiliano Castro A 1968-1970
- C.Manuel Polanco Polanco 1971-1973
- C.Desiderio Braga Mendoza 1974-1975
- C.José Meneses Castro 1976-1978
- C.Edesio Herrera 1979-1981
- C.Augusto Núñez Sánchez 1982-1984
- C.José Meneses Castro 1985-1987
- C.Franklin Antonio Polanco Padilla 1988-1991
- C.Eder Evelio Castro Azcorra 1991-1993
- C.Ramón Mendicuti Tuz 1994-1995
- C.Santiago Polanco Meneses 1995-1998
- C.Vicente Javier Castro Meneses 1998-2001
- C.Luis Fernely Polanco Tun 2001-2004
- C.Manuel Polanco Meneses 2004-2007
- C.Gregorio Méndez Méndez 2007-2010
- C.Luis Fernely Polanco Tun 2010-2012
- C.Manuel Polanco Contreras 2012-2015
- C.Luis Fernely Polanco Tun 2015-2018